# Нощ на дългите ножове
„Нощта на дългите ножове“ (на немски: Nacht der langen Messer), позната още като Пуч на Рьом (на немски: Röhm-Putsch) и Операция „Колибри“ е разправа на Адолф Хитлер над щурмоваците, проведена на 30 юни 1934 г. Повод за разправата е нелоялността на щурмоваците, начело с Ернст Рьом и подозрение в опит за преврат.

## Предистория
Щурмоваците изиграват водеща роля в падането на Ваймарската република. Именно те са основни сили на Бирения пуч през 1923 г. В началото на 1933 г. броят им нараства от 600 000 до 3 милиона души. Въоръжението им включва освен пистолети, и пушки и автомати. Лидер на СА е Ернст Рьом. При завземането на властта от Хитлер, в неговите речи все по-често изказва мнение за края на революцията, което щурмоваците не одобряват и започват открито да критикуват новите ръководители на Германия, за новия курс на управление, като решенията им се стрували недостатъчно революционни.
Под тяхно влияние в НСДАП се изгражда ляво крило начело с Грегор Щрасер. Превратът се очертава като неизбежен: можело да бъде извършен както от щурмоваците, така и от членовете на райхсвера (армията). Немските офицери се боели от повторение на болшевишкия сценарий, по който старата армия е разпускана, а на нейно място се формирали „революционни“ въоръжени отряди, за каквито претендирали и щурмоваците.
Хитлер се опитва да сплоти консервативните сили, и да сведе влиянието на щурмоваците до школи за военно-патриотично възпитание.
Президентът Пол фон Хинденбург назначава Хитлер за канцлер на 30 януари 1933 г. През следващите няколко месеца по време на т. нар. глайхшалтунг, Хитлер отслабва Райхстага на Ваймарската република като законодателен орган и елиминира всички конкурентни политически партии в Германия, така че до средата на 1933 г. страната да се превърне в държава с еднопартийна система под негово ръководство и контрол. Хитлер обаче не упражнява абсолютна власт, въпреки бързото си консолидиране на политическата власт. Като канцлер, Хитлер не командва армията, която остава под официалното ръководство на Хинденбург, високоуважаван военен маршал ветеран от Първата световна война. Макар че много офицери са впечатлени от обещанията на Хитлер за разширена армия, връщане към военна повинност и по-агресивна външна политика, армията продължава да пази традициите си на независимост през първите години на нацисткия режим.
В по-малка степен, щурмоваците остават донякъде автономни в партията. СА е резултат от остатъците от движението Freikorps на годините след Първата световна война. Те са националистически организации, съставени предимно от неудовлетворени, разочаровани и гневни немски бойни ветерани, основани от правителството през януари 1919 г., за да се справят със заплахата от комунистическа революция, когато има липса на лоялни войски. Много голям брой от тях вярват, че Ноемврийската революция ги е предала, когато се твърди, че Германската империя е на ръба на победата през 1918 г. Следователно, Freikorps са в опозиция на новата Ваймарска република, която възниква, в резултат на Ноемврийската революция и чиито основатели са презрително наричани „ноемврийски престъпници“. Капитанът Ернст Рьом от Райхсвера служи като връзка с баварския Freikorps. Рьом получава псевдонима „Кралят на машинните пистолети на Бавария“ в началото на 20-те години на 20 век, тъй като той отговарял за съхраняването и издаването на нелегални картечници на баварските единици Freikorps. Рьом напуска райхсвера през 1923 г. и по-късно става командир на СА. През 1920-те и 1930-те години, СА функционира като частна милиция, използвана от Хитлер, за да сплаши съперници и да саботира събиранията на конкуриращите го политически партии, особено тези на социалдемократите и комунистите. Също известни като „кафяви ризи“ или „щурмоваци“, СА стават известни с уличните им битки с комунистите. Насилствените конфронтации между двете страни допринасят за дестабилизирането на междуведомствения експеримент на Германия с демокрацията – Република Ваймар.
Назначаването на Хитлер за канцлер, последвано от потискането на всички политически партии с изключение на нацистите, не прекратява насилието на бунтовниците. Оплакванията от „арогантно и лошо“ поведение на щурмоваци стават обичайни до средата на 1933 г.
Хитлер ще се заеме да укрепи позицията си с армията, като се движи със СА. На 6 юли 1933 г. на събиране на високопоставени нацистки власти, Хитлер обявява успеха на националсоциалистическата или нацистка, кафява революция. Сега, когато НСДАП се е възползвала от юздите на властта в Германия, се казва, че е време да консолидира контрола си.
Речта на Хитлер сигнализира за намерението си да се откаже от СА, чиито редове бързо нарастват в началото на 1930-те години. Това обаче няма да се окаже просто, тъй като СА представлява голяма част от най-отдадените последователи на нацизма. СА драстично увеличава числеността си отчасти до началото на Голямата депресия, когато много от германските граждани загубват както работата си, така и вярата си в традиционните институции. Докато нацизмът не е изключително или дори преди всичко феномен на работническата класа, СА изпълнява желанието на много безработни работници за класова солидарност и националистически плам. Много щурмоваци вярват в социалистическото обещание за националсоциализъм и очакват нацисткия режим да предприеме по-радикални икономически действия, като например разрушаването на огромните поземлени имоти на аристокрацията. Когато нацисткият режим не предприема такива стъпки, онези, които очакват икономическа, както и политическа революция, са разочаровани.

## Конфликт между армията и СА
Никой в СА не говори по-силно за „продължаването на германската революция“, отколкото Рьом. Той, като един от най-първите членове на нацистката партия, участва в Бирения пуч, опит на Хитлер да завземе властта през 1923 г. Рьом вижда насилието като средство за политически цели. Той взима на сериозно социалистическото обещание за националсоциализъм и иска Хитлер и другите партийни лидери да започнат широкообхватна социалистическа реформа в Германия.
Не се задоволява само с ръководството на СА, Рьом лобира Хитлер да го назначи за министър на отбраната, позиция на консервативния генерал Вернер фон Бломберг. Бломберг не е нацист и затова представлява мост между армията и партията. Бломберг и много от неговите офицери са наети от пруската аристокрация и считат СА за плебей, че заплашва традиционния висок статут на армията в германското общество.
Ако редовната армия демонстрира презрение към масите, принадлежащи към СА, много бунтовници връщат усещането, като виждат, че армията е недостатъчно ангажирана с националсоциалистическата революция. Макс Хейдебрек, лидер на СА в Румелсбург, клевети армията, като казва: „Някои от офицерите в армията са свине. Повечето офицери са твърде стари и трябва да бъдат заменени от млади. Хинденбург е мъртъв, а след това СА ще тръгне срещу армията.“
Рьом обаче иска да премахне изцяло генералността на пруската аристокрация, като използва СА, за да ги превърне в ядрото на нова германска армия. Ограничена от Версайския договор до 100 000 войници, военните лидери гледат тревожно на това, че членството в СА надминава 3 милиона души от началото на 1934 г. През януари 1934 г. Рьом представя на Бломберг меморандум, в който се настоява СА да замени редовната армия като наземни сили на нацията и че райхсвера трябва се превърне в тренировъчен отряд на СА.
В отговор, Хитлер се среща с Бломберг и ръководството на СА и СС на 28 февруари 1934 г. Под натиска на Хитлер, Рьом неохотно подписва обещанието, че признава върховенството на райхсвера над СА. Хитлер съобщава на присъстващите, че СА ще действа като помощник на райхсвера, а не обратното. След като Хитлер и повечето офицери от армията излизат обаче, Рьом заявява, че няма да приема инструкции от „абсурдния ефрейтор“ – унизително назоваване на Хитлер. Докато Хитлер не предприема незабавни действия срещу Рьом за нежелания си изблик, той задълбочава разрива между тях.

## Нарастващ натиск върху СА
Въпреки предишното си споразумение с Хитлер, Рьом все още се придържа към визията си за нова немска армия, в чийто център е СА. До началото на 1934 г. тази визия пряко противоречи на плана на Хитлер за консолидиране на властта и разширяване на райхсвера. Тъй като техните планове за армията се противопоставят, успехът на Рьом може да дойде само за сметка на Хитлер. Освен това не само райхсвера гледа на СА като заплаха. Няколко от лейтенантите на Хитлер се опасяват от нарастващата сила и безпокойство на Рьом, както и Хитлер. В резултат на това, политическата борба в партията нараства с тези, които са най-близки до Хитлер, включително пруския премиер Херман Гьоринг, министърът на пропагандата Йозеф Гьобелс, Райхсфюрер-СС Хайнрих Химлер и заместникът на Хитлер Рудолф Хес, които се противопоставят на Рьом. Докато всички тези мъже са ветерани на нацисткото движение, само Рьом продължава да демонстрира своята независимост от Адолф Хитлер, а не лоялност. През пролетта на 1934 г. нарастващият разрив между Рьом и Хитлер за ролята на СА в нацистката държава кара бившия канцлер генерал Курт фон Шлейхер да влезе отново в политиката. Шлейхер критикува сегашния Хитлеров кабинет, докато някои от последователите на Шлейхер като генерал Фердинанд фон Бредов и Вернер фон Алвенслебен започват да предават списъци за нов кабинет на Хитлер, в който Шлейхер ще стане заместник-канцлер, министър на отбраната е Рьом, външен министър Хайнрих Брюнинг и Грегор Щрасер министър на националната икономика. Въпреки че Шлейхер всъщност не е маловажен през 1934 г., все по-големите слухове, че той играе с Рьом, за да се върне в коридорите на властта, спомагат да се усети чувството за криза.
Като средство за изолиране на Рьом, на 20 април 1934 г. Гьоринг прехвърля управлението на пруската политическа полиция (Гестапо) на Химлер, за когото Гьоринг вярва, че може да се разчита срещу Рьом. Химлер завижда на независимостта и силата на СА, въпреки че по това време той и неговият заместник Райнхард Хайдрих вече започват преструктурирането на СС от бодигардове за нацистките лидери (и подгрупа на СА) в свои независими елитни корпуси, лоялни както на себе си, така и на Хитлер. Лоялността на СС ще се окаже полезна, когато Хитлер най-накрая реши да се обърне срещу Рьом и СА. До май, списъците на тези, които трябва да бъдат „ликвидирани“, започват да се разпространяват сред хората на Гьоринг и Химлер. В края на май двама бивши канцлери, Хайнрих Брюнинг и Курт фон Шлейхер, получават предупреждения от приятели в райхсвера, че животът им е в опасност и трябва да напуснат Германия веднага. Брюнинг бяха в Холандия, а Шлейхер отхвърля това като лоша шега. До началото на юни всичко е планирано и се чака само разрешение от Хитлер.
Необходимо е Хитлер да ограничи усилията на СА. Консерваторите в армията, индустрията и политиката поставят Хитлер под все по-голям натиск, за да намалят влиянието на СА. Докато хомосексуализмът на Рьом не е грижа за консерваторите, те са по-загрижени за неговите политически амбиции. Хитлер, от своя страна, остава нерешителен и несигурен относно точно това, което иска да направи, когато заминава за Венеция да се срещне с Бенито Мусолини на 15 юни. Преди Хитлер да напусне и по молба на държавния секретар на Ото Мейснер, външният министър Барон Константин фон Неурет разпорежда на германския посланик в Италия Улрих фон Хасел – без знанието на Хитлер – да поиска от Мусолини да каже на Хитлер, че СА е почерняла доброто име на Германия. Маневрирането на Неурет за оказване на натиск върху Хитлер се отплаща, а Мусолини се съгласява с искането (Неурет е бивш посланик в Италия и добре познава Мусолини). По време на срещата във Венеция, Мусолини отправя призив към Хитлер да не толерира насилието, хулиганството и хомосексуалността на СА, което Мусолини заявява, че разрушава добрата репутация на Хитлер по целия свят. Докато критиките на Мусолини не карат Хитлер да действа срещу СА, той спомогва да го тласне в тази посока.
На 17 юни 1934 г. зад консервативните искания към Хитлер да действа застава начело заместник-канцлерът Франц фон Папен, довереник на затруднения Хинденбург, който изнася реч в университета в Марбург, предупреждавайки за заплахата от „втора революция“. В частност, според мемоарите си, фон Папен, католически аристократ, свързан с армията и индустрията, заплашва да подаде оставка, ако Хитлер не действа. Докато оставката на фон Папен като заместник-канцлер не би застрашила позицията на Хитлер, то все пак би била неудобна демонстрация на независимост от водещ консерватор.

## Начало на Операция „Колибри“
Около 04:30 часа на 30 юни 1934 г., Хитлер и неговият антураж отиват в Мюнхен. От летището се качват до Баварското вътрешно министерство, където събират ръководителите на СА, което се е случило на улиците на града предната вечер. Огорчен, Хитлер скъсва пагоните от униформата на Обергрупенфюрер Август Шнайдхубер, шеф на полицията в Мюнхен, защото не успява да запази реда в града предишната вечер. Хитлер извиква към Шнайдхубер и го обвинява в предателство. Шнайдхубер е екзекутиран по-късно същия ден. Тъй като щурмоваците са закарани в затвора, Хитлер събира голяма група СС и обикновена полиция и заминава за хотел Hanselbauer в Бад Визе, където живее Ернст Рьом и негови последователи.
С пристигането на Хитлер в Бад Вийзе между 06:00 и 07:00 часа, ръководството на СА, все още е в леглото, където е изненадано. Мъже от СС нахлуват в хотела и Хитлер лично поставя Рьом и други високопоставени лидери под арест. СС открива Едмунд Хайнес в леглото с неидентифициран 18-годишен мъж. Гьобелс подчертава този аспект в последващата пропаганда, оправдаваща прочистването, като репресивна морална трепет. Хитлер нарежда Хайнес и партньора му да бъдат изведени от хотела и разстреляни. Междувременно, СС арестува другите лидери на СА, когато слизат от влака за планирана среща с Рьом и Хитлер.
Въпреки че Хитлер не представя доказателства за заговор от страна на Рьом за сваляне на режима, той въпреки това осъжда ръководството на СА. Пристигайки обратно в централата на партията в Мюнхен, Хитлер се обръща към събраната тълпа. Погълнат от ярост, Хитлер осъжда „най-лошото предателство в световната история“. Хитлер казва на тълпата, че „недисциплинирани и непокорни герои и асоциални или болни елементи“ ще бъдат унищожени. Тълпата, която включва членове на партията и много членове на СА, достатъчно щастливи да не бъдат арестувани, извикват одобрението си. Йозеф Гьобелс, който е бил с Хитлер в Бад Вийзе, поставя последната фаза на плана в действие. След като се връща в Берлин, Гьобелс телефонира на Гьоринг в 10:00 часа с кодовата дума „Колибри“, за да нареди на отрядите за екзекуции да действат срещу останалите си неподозиращи жертви.

### Срещу консерваторите и старите врагове
Режимът не се ограничава само до прочистването на СА. В Берлин, по лични заповеди на Гьоринг, въоръжено звено от СС нахлува в заместник-канцлерството. Служителите на Гестапо, присъединени към военната служба, застрелват секретаря на Папен Херберт фон Босе, без да се притесняват да го арестуват първо. Гестапо арестува и по-късно екзекутира близкия сътрудник на Папен Едгар Юнг, автор на речта на Марбур на Папен, и изхвърля тялото му в канавка. Гестапо също убива Ерих Клаузнер, близък сътрудник на Папен. Папен е безцеремонно арестуван в заместник-канцлерството, въпреки настоятелните си протести, че не може да бъде арестуван докато заема този пост. Въпреки че Хитлер нарежда да го освободят дни по-късно, Папен вече не се осмелява да критикува режима и е изпратен във Виена като германски посланик.
Хитлер, Гьоринг и Химлер разгромяват старите врагове. Курт фон Шлейхер, предшественикът на Хитлер като канцлер, и съпругата му са убити в дома им. Други убити са Грегор Щрасер, бивш нацист, който е разгневил Хитлер, като се оттегля от партията през 1932 г., и Густав фон Кар, бивш баварски държавен комисар, който смазва Биреният пуч през 1923 г. Съдбата на Кар е особено ужасяваща. Тялото му е намерено в гората извън Мюнхен; той е осакатен до смърт, очевидно от щурмоваци. Убитите включват поне една случайна жертва: Уили Шмид, музикален критик на вестника „Мюнхнер Неуст“. Както по-късно адютантът на Химлер Карл Улф обяснява, приятелството и личната лоялност не са позволени да стоят настрана:
"Между другото, един очарователен колега [на име] Карл фон Спрети, личен адютант на Рьом. Той имаше същата позиция с Рьом. Той умря с думите „Хайл Хитлер“ на уста. Бяхме близки лични приятели, често се хранехме заедно в Берлин. Той вдигна ръка с поздрава на нацистите и извика „Хайл Хитлер, обичам Германия“.
Някои членове на СА загиват, казвайки „Хайл Хитлер“, защото вярват, че антихитлеров СС план е довел до тяхната екзекуция.

### Съдбата на Рьом
Рьом е задържан за кратко в затвора „Щедехайм“ в Мюнхен, докато Хитлер реши бъдещето му. В крайна сметка Хитлер решава, че Рьом трябва да умре. На 1 юли 1934 г., по заповед на Хитлер, Теодор Айк командващ концентрационния лагер в Дахау, и неговият помощник Михаел Липтер посещават Рьом. Щом влизат в килията на Рьом, те му дават пистолет с един куршум, и му казват, че има 10 минути да се самоубие, или те ще го убият. Рьом заявява: „Ако искам да бъда убит, нека Адолф го направи сам“. След като не чуват нищо в определеното време, те се връщат в килията на Рьом в 14:50 часа, когато го застрелват. През 1957 г. германските власти се опитват да съдят Липтер в Мюнхен за убийството на Рьом. До този момент, Липтер е един от малкото палачи, избегнали съдебен процес. Той е осъден на 18 месеца затвор.

## Последици
Тъй като прочистването отнема живота на толкова много известни германци, едва ли би могло да бъде пазено в тайна. Първоначално, неговите архитекти изглеждат разделени по въпроса как да се справят със събитието. Гьоринг инструктира полицейските участъци да изгорят „всички документи, свързани с действията на последните два дни“. Междувременно, Гьобелс се опитва да попречи на вестниците да публикуват списъци на мъртвите, но в същото време използва радио съобщение на 2 юли, за да опише как Хитлер строго е възпрепятствал Рьом и Шлейхер да свалят правителството и да хвърлят страната в размирици. Тогава на 13 юли 1934 г. Хитлер оправдава прочистването в национално излъчена реч пред Райхстага.
Засегнати от представянето на убийствата като юридически законни, Хитлер има кабинет, одобрил мярка на 3 юли, в която се казва: „Мерките, взети на 30 юни, 1 и 2 юли 1934 г. за потискане на предателските нападения, са законни като действия на самозащита от страна на държавата.“ Министърът на правосъдието Франц Гюртнер, консерватор, който е баварски министър на правосъдието през годините на Ваймарската република, показва своята лоялност към новия режим, като изготвя статута, който добавя правен фурнир към очистването. Подписан в закона от Хитлер, Гюртнер и министъра на вътрешните работи Вилхелм Фрик, „Законът за мерките за държавна самоотбрана“ със задна дата легализира убийствата, извършени по време на Нощта на дългите ножове.

## Ново лидерство на СА
Хитлер определя Виктор Лютце на мястото на Рьом за ръководител на СА. Хитлер го описва като един известен историк, който ще сложи край на „хомосексуалността, разврата, пиянството“. Хитлер изрично му казва да спре средствата на СА да бъдат изразходвани за лимузини и банкети, които счита за доказателство за екстравагантността на СА. Лютце не успява да утвърди независимостта на СА през следващите години, а СА губи своята власт в Германия. Членството в организацията спада от 2,9 милиона през август 1934 г. на 1,2 милиона през април 1938 г.
Нощта на Дългите Ножове представлява триумф за Хитлер и повратна точка за германското правителство. Тя утвърждава Хитлер като „върховен лидер на германския народ“, както той го излага в речта си на 13 юли 1934 г. в Райхстага. По-късно през април 1942 г. Хитлер формално ще приеме тази титла, като по този начин де юре и де факто се надхвърля обхвата на закона. Векове наред юриспруденцията забранява извънсъдебните убийства. Въпреки първоначалните усилия на местните прокурори да предприемат правни действия срещу онези, които извършват убийствата, изглежда, че никой закон не би ограничил Хитлер в използването на властта. Ясното послание към обществеността е, че дори и най-известните германци не са имунизирани от арест или дори от убийство, ако нацисткият режим ги възприема като заплаха. По този начин прочистването създава модел на насилие, който го характеризира.

## Ход на събитията
- 28 февруари – лидерът на СА заявява, че само щурмовите отряди са истинската армия на национал-социализма, а регулярните въоръжени сили – райхсвер, трябва да се превърнат в тренировъчна организация. Министерството на отбраната да премине пълна реорганизация.
- 4 юни Хитлер се среща с Ернст Рьом, и в течение на петчасов разговор се опитва да го разубеди да се откаже от втора революция и да приеме условията на съглашението, избягвайки конфликт.
- 17 юни – Вицеканцлерът Франц фон Папен произнася реч в Марбургския университет, в която предупреждава събралите се за възможна „втора революция“.
- 30 юни – през нощта съпроводен от личната си охрана от СС, с подкрепата на бронирани машини от райхсвера, Хитлер отива в хотел в Бад Вийзе, където нощува Рьом и лично го арестува. Охраняващите хотела щурмоваци се предават без съпротива. На място е застрелян Грегор Щрасер. По същото време, лидерите на щурмоваците са привикани в НСДАП в Мюнхен, където били арестувани от силите на СС. Хитлер обявява свалянето от поста на Рьом и заместването му с Виктор Лютце. Арести са проведени по същото време и в Берлин.

## Жертви
- В реч пред Райхстага на 13 юли, Хитлер обявява следните данни: разстреляни 61 метежника, сред тях 19 водачи на щурмоваците, още 13 души загиват при „съпротива при арест“, и трима се самоубиват – общо 77 високопоставени нацисти.
- В документите на Нюрнбергския трибунал през 1946 година е обявено, че в „Нощта на дългите ножове“ са убити 1076 души, болшинството от които били членове на НСДАП.